# Drosophila tristani
Drosophila tristani är en tvåvingeart som beskrevs av Alfred Sturtevant 1921.
Drosophila tristani ingår i släktet Drosophila och familjen daggflugor. Artens utbredningsområde är Costa Rica.